# کارلوس دلفینو
کارلوس دلفینو (انگلیسی: Carlos Delfino؛ زادهٔ ۲۹ اوت ۱۹۸۲) یک بازیکن بسکتبال اهل آرژانتین است. از باشگاه‌هایی که در آن بازی کرده‌است می‌توان به میلواکی باکس، هیوستون راکتس، تورنتو رپترز، و دیترویت پیستونز اشاره کرد. وی در مسابقات کشوری و بین‌المللی در مجموع برندهٔ ۳ مدال طلا، ۱ مدال نقره، ۱ مدال برنز شده‌است.